# Hayesville (Oregón)
Hayesville es un lugar designado por el censo ubicado en el condado de Marion en el estado estadounidense de Oregón. En el año 2000 tenía una población de 18,222 habitantes y una densidad poblacional de 1,789.8 personas por km².

## Geografía
Hayesville se encuentra ubicado en las coordenadas 45°58′52″N 122°58′20″O / 45.98111, -122.97222.

## Demografía
Según la Oficina del Censo en 2000 los ingresos medios por hogar en la localidad eran de $35,673 y los ingresos medios por familia eran $40,781. Los hombres tenían unos ingresos medios de $33,920 frente a los $26,969 para las mujeres. La renta per cápita para la localidad era de $17,673. Alrededor del 15.3% de la población estaban por debajo del umbral de pobreza.